# Danio
El género Danio son peces ciprínidos de agua dulce incluidos en el orden Cypriniformes, distribuidos originalmente por ríos del sur de Asia desde Pakistán hasta Indonesia y muy comunes en los acuarios.
La mayoría de las especies tienen poco más de 3 cm de longitud por lo que, junto a sus llamativos colores y dibujos, hace que sean muy comercializados en acuariología.
Su hábitat natural es bentopelágico de clima tropical, viviendo en arroyos y pequeños ríos de montaña, prefiriendo las aguas limpias cerca de la cabecera de estos ríos.

## Especies
Existen 11 especies agrupadas en este género:
- Género Danio:
  - Danio albolineatus (Blyth, 1860) - Danio perla
  - Danio choprae (Hora, 1928)
  - Danio dangila (Hamilton, 1822)
  - Danio feegradei (Hora, 1937)
  - Danio kerri (Smith, 1931) - Danio azul
  - Danio kyathit (Fang, 1998)
  - Danio muongthanhensis (Nguyen, 2001)
  - Danio nigrofasciatus (Day, 1870) - Danio punteado
  - Danio rerio (Hamilton, 1822) - Danio cebra
  - Danio roseus (Fang y Kottelat, 2000)
  - Danio Margaritatus (Celestichthys margaritatus Roberts, 2007) - microrasbora galaxy

## Imágenes

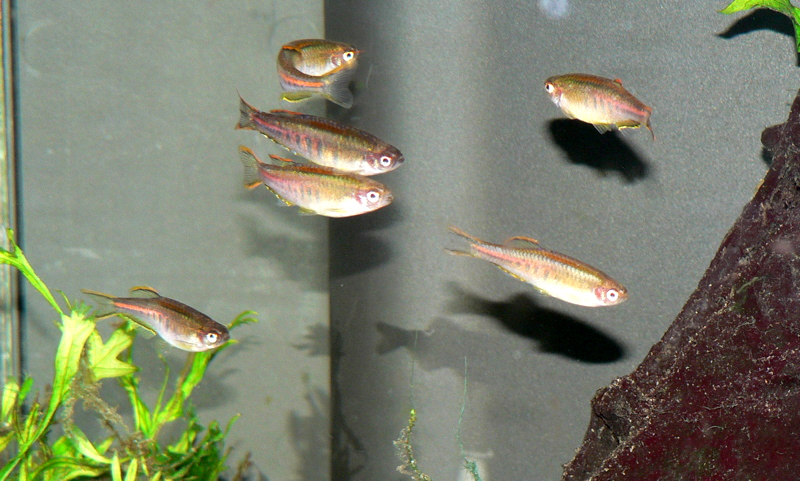
Danio choprae
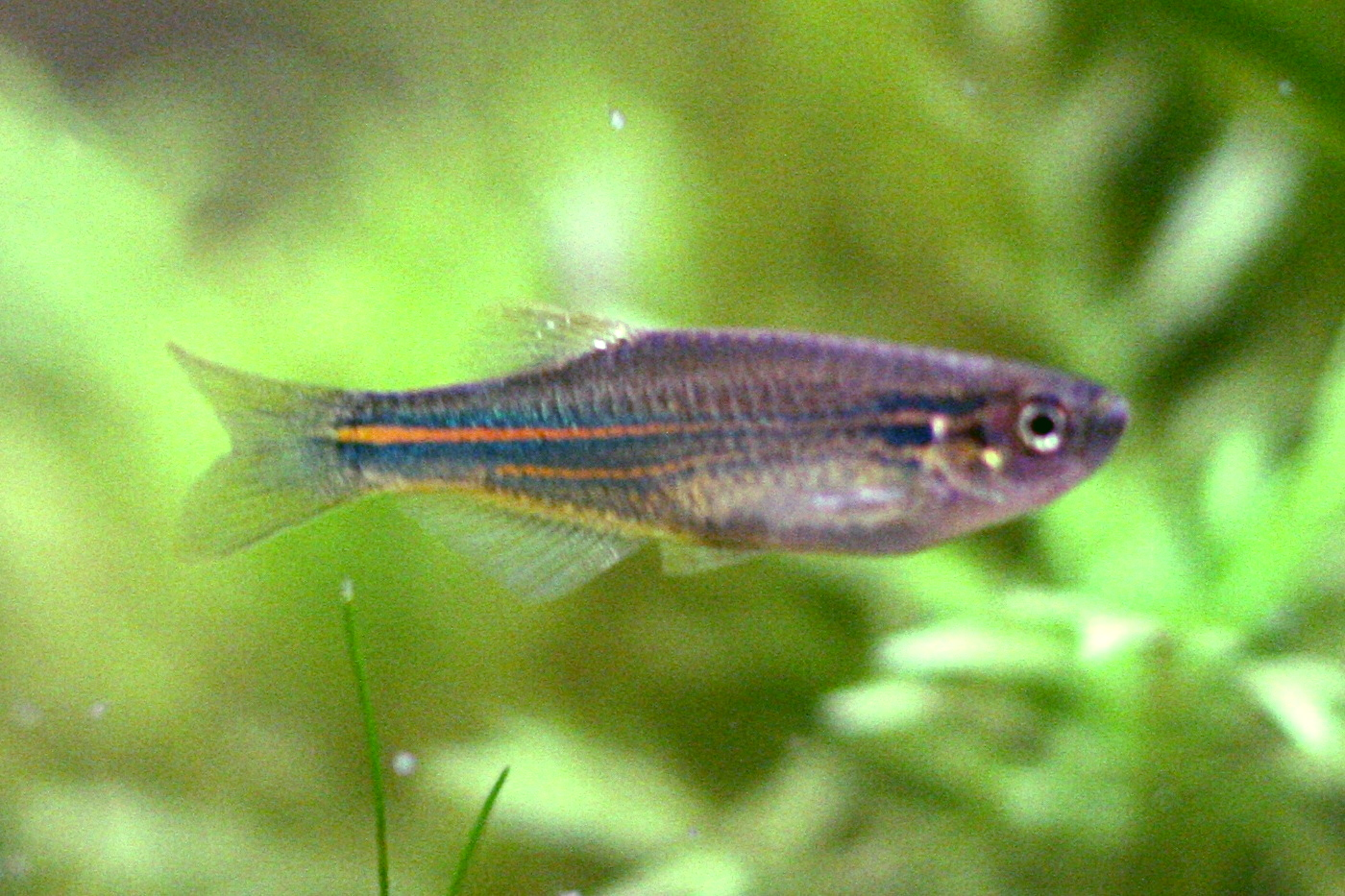
Danio azul (Danio kerri)
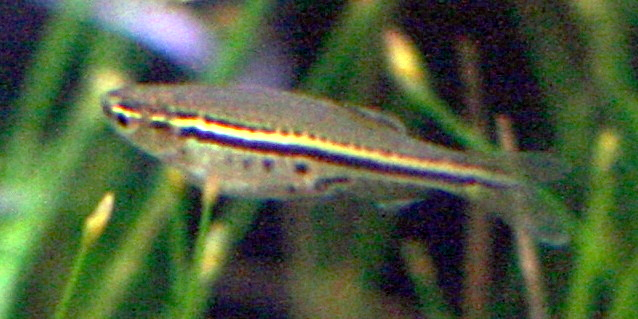
Danio punteado (Danio nigrofasciatus)
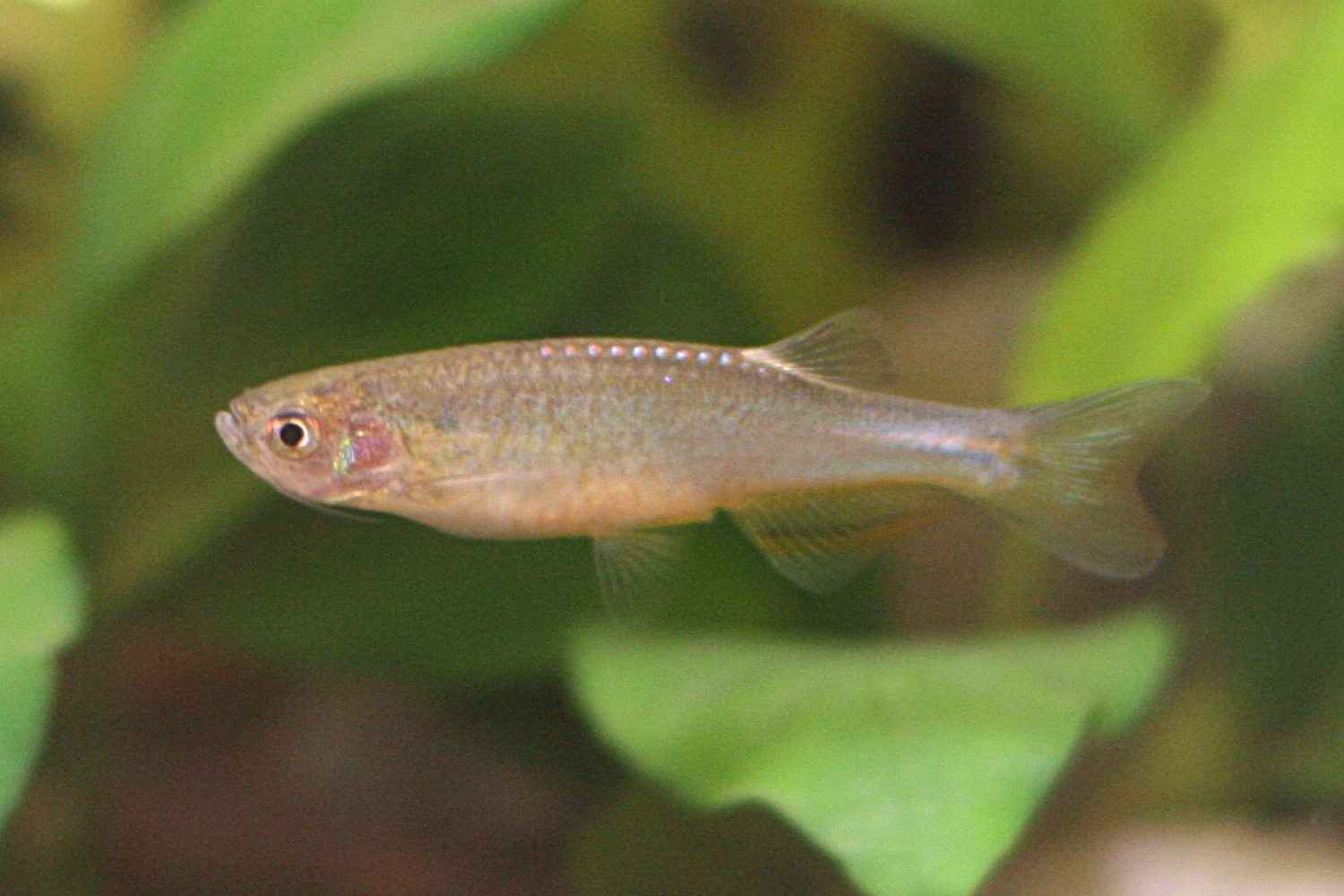
Danio roseus